# Академия канакских языков
Акаде́мия кана́кских языко́в (фр. Académie des Langues Kanak) — научная организация, занимающаяся изучением и сохранением языков канаков — коренного населения Новой Каледонии, один из важных центров лингвистических исследований в Океании.

## История
Создание государственной организации, целиком посвящённой канакским языкам, было одним из условий Нумейского соглашения, подписанного представителями правительства Франции и лидерами новокаледонских движений за автономию и независимость в 1998 году. Фактически академия была учреждена правительством территории позднее — в 2007 году. Основной офис организации располагается в столице территории — городе Нумеа. С момента основания академию возглавляет лингвист Венико Ихаге.

## Деятельность
Администрация академии описывает свою миссию так: «Фиксировать правила использования канакских языков и диалектов и вносить вклад в дело их продвижения и развития». На базе академии разрабатываются письменности и литертатурные нормы для языков коренных народов Новой Каледонии, публикуются научные работы, словари, грамматики, учебные материалы и сборники текстов на этих языках. В составе организации работают восемь отделов, разделённых по географическому признаку и соответствующих традиционным регионам территории и работающих с языками соответствующих районов.